# HD 145976
HD 145976，又名BD+27 2603，SAO 84247、HR 6052，是一颗恒星，视星等为6.5，位于銀經44.39，銀緯45.43，其B1900.0坐标为赤經16h 8m 37.5s，赤緯+26° 45.43′ 38″。